# Ephippianthus
Ephippianthus is een geslacht met twee soorten uit de orchideeënfamilie, onderfamilie Epidendroideae.
Het geslacht komt voor in Oost-Siberië en Japan.

## Naamgeving en etymologie
- Synoniem: Hakoneaste Maek. (1935)
- Engels: Saddle-Lipped Orchid

De geslachtsnaam Ephippianthus is een samenstelling van Oudgrieks ἐφίππιον, ephippion (zadel) en ἄνθος, anthos (bloem), naar de vorm van de bloemlip.

## Kenmerken
Ephippianthus zijn kleine terrestrische orchideeën met een enkel ovaal, netnervig blad, waaruit in de zomer een rechtopstaande, onvertakte, tot 20 cm lange bloemstengel ontstaat met een ijl bebloemde tros met twee tot zeven bloemen.
De bloemen zijn bleekgroen, met tot 6 mm lange kelkbladen en nog kortere kroonbladen. De bloemlip is opgerold, slank ovaal, met vlekken in het centrum.

## Taxonomie
Ephippianthus wordt tegenwoordig samen met de geslachten Calypso en Corallorhiza en nog enkele ander tot de tribus Calypsoeae gerekend.
Het geslacht telt twee soorten. De typesoort is E. sachalinensis.
- Ephippianthus sachalinensis Rchb.f. in F.Schmidt (1868)
- Ephippianthus sawadanus (Maek.) Ohwi (1953)

Geslachten: Aplectrum · Calypso · Changnienia · Corallorhiza · Cremastra · Dactylostalix · (Didiciea) · Ephippianthus · Govenia · Oreorchis · Tipularia · Yoania · Wullschlaegelia